# Svarta präster
Svarta präster (originaltitel: The preacher and the slave), Roud 9612, är en socialistisk kampsång skriven av svensk-amerikanen Joe Hill 1911, med melodin lånad från Frälsningsarméns sång In the sweet by and by (Det är saligt på Jesus få tro), men Joe Hills version driver med religionen.

## Texten
Den svenska texten skriven av Ture Nerman.

Våra präster stå upp titt och tätt,
Lär oss skilja på synd och på rätt.
Men begär du ett torrt stycke bröd
De dig svara med trosäker glöd:

Refr: Du får mat, o kamrat
Uti himmelens ljuvliga stat
Svält förnöjd: I guds höjd
Får du mat på förgyllade fat.

Sedan svältningsarmén får du se
Och de sjunga, de klappa, de be
Tills de fått allt ditt mynt i sin håv
Då så får du som mat för ditt skrov:
Refr.
Ja. sen pingstvännerna du och ser
Och de skrika och väsnas och ber
Giv ditt mynt allt till Jesu behag
Han vill stilla din hunger i dag.
Refr.
Om du kämpar för barn och för viv
Gör det bästa utav detta liv
Du en syndare är och man spår
När du dör, du till helvete går.
Refr.
Arbetsmän, sluten er nu till oss!
Hand i hand vi för frihet vill slåss
När sen världen vi ha, mat och säng
Utsugarna får denna refräng:

Snart, ja snart får du mat
När du blir bra till kock, ej till gnat
Hugg dig ved, var ej lat
Du får mat uti himmelens stat.